# یولا (تگزاس)
یولا (به انگلیسی: Eula) یک منطقهٔ مسکونی در ایالات متحده آمریکا است که در شهرستان کلهن، تگزاس واقع شده‌است. یولا ۱۲۵ نفر جمعیت دارد.